# Nakamurellales
Ordre
Les Nakamurellales forment un ordre de bactéries gram positives de la classe des Actinomycetes.
Ce genre doit son nom à Kazunori Nakamura, un microbiologiste japonais qui a codécouvert la bactérie.

## Description
L'ordre des Nakamurellales est composé de bactéries dont la coloration de Gram est positive. Elles ne forment pas de spores et sont non mobiles. Les bactéries de cet ordre sont principalement de forme coccoïde.
Elles sont sphériques (0,8 à 3,0 μm de diamètre) et existent seules ou en groupes. C'est une bactérie chimio-organotrophe aérobie ayant un métabolisme respiratoire strictement qu'avec l'oxygène ( comme accepteur final d'électrons) . Le taux de prolifération est faible. Après 10 jours d' incubation sur milieu gélosé , quelques rares colonies visibles apparaissent à la surface. Catalase positive et oxydase négative. Le peptidoglycane de la paroi cellulaire contient de l'acide diaminopimélique . La quinone principale est MK-8 (H 4 ) et les principaux acides gras sont iso -C 16:0 , iso -C 15.0 et C 18:1 . La teneur en GC de l'ADN est de 67,5 mol%, ce qui place cette bactérie dans le groupe des bactéries Gram positif à forte teneur en GC. Phylogénétiquement, elle est le plus étroitement lié au genre Frankia.
Les variantes sont :
- Nakamurella multipartita
- Nakamurella flavida
- Nakamurella lactea
- Nakamurella silvestris
- Nakamurella intestinalis
- Nakamurella deserti
- Nakamurella endophytica
- Nakamurella antarctica
- Nakamurella flava
- Nakamurella aerolata
- Nakamurella leprariae

## Habitat
Les bactéries de cet ordre sont présentes dans le sol.

## Taxonomie
Le nom correct complet (avec auteur) de ce taxon est Nakamurellales Sen et al. 2014.
Le genre type est : Nakamurella Tao et al. 2004,.

### Étymologie
L'étymologie de cet ordre est la suivante : Na.ka.mu.rel.la’les. N.L. fem. dim. n. Nakamurella, genre type de cet ordre; L. fem. pl. n. suff. -ales, suffixe pour définir un ordre; N.L. fem. pl. n. Nakamurellales, l'ordre des Nakamurella,.

### Liste des familles
Selon la base taxonomique LPSN (29 octobre 2023) :
- Nakamurellaceae Tao et al. 2004